# Turza (Petite-Pologne)
Pour les articles homonymes, voir Turza.
Turza est une localité polonaise de la gmina de Rzepiennik Strzyżewski, située dans le powiat de Tarnów en voïvodie de Petite-Pologne.